# Berta Riaza
Berta Riaza Gómez (Madrid, 27 de julio de 1927-Madrid, 24 de julio de 2022) fue una actriz española que desarrolló una sobresaliente carrera teatral y televisiva, con incursiones puntuales en el medio cinematográfico, entre los años 1947 y 2003, tomando parte en obras clásicas y contemporáneas de los principales autores universales.

## Biografía

### Teatro
Su carrera artística, dedicada principalmente al teatro, se inicia a finales de la década de 1940, ingresando como meritoria en la Compañía del Teatro María Guerrero. Debuta sobre el escenario con la obra Historia de una casa, de Joaquín Calvo Sotelo. Permanece en la Compañía durante cinco años y trabaja a las órdenes de Luis Escobar, Humberto Pérez de la Ossa y Alfredo Marqueríe, estrenando, entre otras, Alberto (1949), de José López Rubio y En la ardiente oscuridad (1951), de Antonio Buero Vallejo.
Posteriormente pasaría por las compañías de Antonio Vico y Carmen Carbonell, la Compañía Lope de Vega, recalando finalmente en el Teatro Español, donde tiene ocasión de interpretar el Tenorio, de Zorrilla en 1959. Paralelamente, participa en varias ocasiones en el Festival de Teatro Clásico de Mérida: La Orestiada (1959), de Esquilo, Edipo rey (1960), de Sófocles, El cerco de Numancia (1961), de Miguel de Cervantes, Retablo jovial (1967), de Alejandro Casona y La Orestíada (1990), de Esquilo.
En las décadas de los setenta y ochenta compagina actuaciones en el Centro Dramático Nacional, el Teatro de la Comedia y el Festival de Teatro Clásico de Mérida, destacando Las tres hermanas (1973 ), de Anton Chéjov, Las cítaras colgadas de los árboles (1974), de Antonio Gala, Las bicicletas son para el verano (1982), de Fernando Fernán Gómez, Todos eran mis hijos (1988), de Arthur Miller, junto a Agustín González y El yermo de las almas (1996), de Valle-Inclán.
En 1997 celebró sus cincuenta años en la escena representando El avaro, de Molière, junto a Rafael Álvarez "El Brujo". Su intensa actividad profesional apenas disminuye en los años siguientes. En 2004 confirma su retirada de los escenarios, siendo considerada una actriz de referencia en el medio teatral.

### Cine
Sus actuaciones en la gran pantalla han sido muy esporádicas. Debuta en 1959, a las órdenes de José Luis Sáenz de Heredia en la película Diez fusiles esperan. No vuelve a ponerse ante una cámara hasta después de diez años, en Los escondites. En los ochenta rueda Entre tinieblas (1983), de Pedro Almodóvar, dando vida a la Madre General; Luces de bohemia (1985), de Miguel Ángel Díez, con Paco Rabal y El placer de matar (1988), de Félix Rotaeta, con Antonio Banderas. Su última incursión cinematográfica se remonta a 2000, con el cortometraje El Puzzle, de Belén Macías.

### Televisión
Frente a su escasa presencia en la gran pantalla, se ha prodigado con profusión en televisión, especialmente en los espacios dramáticos, interpretando decenas de personajes en las adaptaciones de teatro para la pequeña pantalla realizadas por TVE sobre todo en los años sesenta y setenta. En 1980 interviene en la adaptación de Fortunata y Jacinta a cargo de Mario Camus.

## Premios
- Premio Nacional de Teatro (1992)
- Premio Unión de Actores a la mejor interpretación secundaria de teatro (1995)
- Premio Unión de Actores a Toda una vida (1997)
- Medalla de Oro al Mérito en las Bellas Artes (2007)

## Trayectoria en teatro
| - Historias de una casa (1949), de Joaquín Calvo Sotelo. - Fuego inmortal (1949), de Luis Castillo. - Alberto (1949), de Jose López Rubio. - Don Juan Tenorio (1949), de José Zorrilla. - La celda (1949), de Marcel Moloudji. - La casa de Bernarda Alba (1950), de Federico García Lorca. - La cruz del alba (1950), de Josep Maria de Sagarra. - En la ardiente oscuridad (1950), de Antonio Buero Vallejo. - El calendario que perdió siete días (1950), de Enrique Suárez de Deza. - Barriada (1950), de Julio Alejandro. - La heredera (1951), de Ruth y Augustus Goetz. - Buenas Noches (1952), de María Isabel Suárez de Deza. - La plaza de Berkeley (1952) - Coktail Party (1952) - El hospital de los locos (1952), de José de Valdivielso. - Un día de abril (1952), de Doddie Smith. - Chocolate a la española (1953), de Julia Maura. - La mosca de Otelo (1953), de Alfayate y Suriano de Andía. - Servir (1953), de Jacinto Benavente. - Euridice (1954), de Jean Anouilh. - La culpa es tuya (1954), de Jacinto Benavente. - Marianela (1954), de Benito Pérez Galdós. - El pobrecito embustero (1954), de Víctor Ruiz Iriarte. - Diálogos de Carmelitas (1954), de George Bernanos. - Fuenteovejuna (1955), de Lope de Vega. - La luna es azul (1955), de Hugh Herbert. - La cocina de los ángeles (1955) - Los melindres de Belisa (1956), de Lope de Vega. - Antígona (1956), de Jean Anouilh - La novia del espacio (1956), de Jose López Rubio. - Las brujas de Salem (1957), de Arthur Miller. - El diario de Ana Frank (1957) - El bufón de Hamlet (1958), de Jacinto Benavente. - La Celestina (1958), de Fernando de Rojas. - La Orestíada (1959), de Esquilo. - Don Juan Tenorio (1959), de José Zorrilla. - Seis personajes en busca de un autor (1959), de Luigi Pirandello. - Edipo Rey (1960), de Sófocles. - Los intereses creados (1960), de Jacinto Benavente. - La casa de té de la luna de agosto (1960), de John Patrick. - El baile de los ladrones (1960), de Jean Anouilh. - El jardín de los cerezos (1960), de Chéjov. - El cerco de Numancia (1961), de Cervantes. | - El zoo de cristal (1961), de Tennessee Williams. - El charlatán (1962), de Ricardo Rodríguez Buded. - Todos eran mis hijos (1963), de Arthur Miller. - La casa sobre el agua (1964), de Ugo Betti. - Nuestros ángeles (1964) de Joaquín Calvo Sotelo. - Blanca por fuera y rosa por dentro (1964), de Enrique Jardiel Poncela. - Historia en Irkutsk (1966), de Alexei Arbuzov. - Anfitrión (1966), de Plauto. - Madre Coraje y sus hijos (1966), de Bertolt Brecht. - El rey Lear (1967), de William Shakespeare. - Retablo jovial (1967), de Alejandro Casona. - El rufián Castrucho (1968), de Lope de Vega. - Las mocedades del Cid (1968), de Guillén de Castro - Numancia (1968), de Cervantes. - Las mujeres sabias (1969), de Molière. - Medida por medida (1969), de William Shakespeare. - Andorra (1971), de Max Frisch. - La muerte de Dantón (1972), de George Buchner - Las tres hermanas (1973), de Antón Chéjov - Las cítaras colgadas de los árboles (1974), de Antonio Gala. - Las hermanas de Bufalo Bill (1974), de Martínez Medeiro. - Cementerio de automóviles (1977), de Fernando Arrabal - El padre (1978), de August Strindberg. - Retrato de dama con perrito (1979), de Luis Riaza. - Veraneantes (1979), de Máximo Gorky. - Macbeth (1980), de William Shakespeare. - Motín de brujas (1980), de Josep Maria Benet. - El engañao (1981), de José Martín Recuerda. - Las bicicletas son para el verano (1982), de Fernando Fernán Gómez - El jardín de los cerezos (1986), de Chéjov - Madame de Sade (1987), de Yukio Mishima. - Todos eran mis hijos (1988), de Arthur Miller. - Hamlet (1989), de William Shakespeare. - La Orestíada (1990), de Esquilo. - Comedias bárbaras (1992), de Valle-Inclán. - Las Troyanas (1994), de Eurípides. - La discreta enamorada (1995), de Lope de Vega. - El yermo de las almas (1996), de Valle-Inclán. - El avaro (1997), de Molière. - Las mujeres sabias (1999), de Molière. - Tío Vania (2002), de Chéjov. - Wit (2003) de Margaret Edson. |

## Filmografía
- Don Juan Tenorio, (1952)
- Diez fusiles esperan, (1959)
- Los escondites, (1969)
- Jalea real, (1980)
- El mágico prodigioso (Cortometraje, documental), (1981)
- Camino de Santiago (Cortometraje, documental), (1982)
- Entre tinieblas, (1983)
- El balcón abierto, (1984)
- Luces de bohemia, (1985)
- El placer de matar, (1988)
- Continuum, (1994)
- El puzzle (Cortometraje), (2000)
- Las amargas lágrimas de Petra von Kant, (2001)
- Octavia, (2002)

## Trayectoria en TV
- Protagonistas del recuerdo, (2006)
- ¡Qué grande es el teatro!
  - Las mujeres sabias (15 de abril de 2000)
- Función de noche 
  - La discreta enamorada (17 de julio de 1996)
- A su servicio
  - El cuchillo cruel (28 de febrero de 1995)
- El mundo de Juan Lobón
  - Episodio 1 (14 de enero de 1989)
  - Episodio 2 (21 de enero de 1989)
  - Episodio 3 (28 de enero de 1989)
  - Episodio 4 (4 de febrero de 1989)
  - Episodio 5 (11 de febrero de 1989)
- El mar y el tiempo (1987-1988)
- El Jardín de Venus
  - El prevenido engañado (Serafina), (13 de diciembre de 1983)
  - El prevenido engañado (Violante), (20 de diciembre de 1983)
  - El prevenido engañado (Gracia), (3 de enero de 1984)
- Sonatas
  - Sonata de primavera (18 de septiembre de 1983)
- Fortunata y Jacinta
  - Capítulo 1 (7 de mayo de 1980)
  - Capítulo 2 (8 de mayo de 1980)
  - Capítulo 10 (22 de mayo de 1980)
- Estudio 1 
  - Un mes en el campo (21 de noviembre de 1967)
  - Mesas separadas (28 de noviembre de 1967)
  - La heredera (22 de octubre de 1968)
  - La dama boba (1 de enero de 1969)
  - Dulcinea (15 de abril de 1969)
  - Hoy es fiesta (12 de marzo de 1970)
  - Las tres hermanas (14 de mayo de 1970)
  - Retablo de Santa Teresa (16 de octubre de 1970)
  - La muerte de un viajante (10 de noviembre de 1972)
  - Las brujas de Salem (11 de mayo de 1973)
  - Pleito familiar (9 de junio de 1975)
  - Don Juan Tenorio V (1 de noviembre de 1983)
- El Teatro
  - Dama Inger de Ostraat (9 de diciembre de 1974)
- Cuentos y leyendas 
  - Soledad (28 de febrero de 1972)
  - El amor y la muerte (13 de febrero de 1976)
- Hora once 
  - Noches florentinas (22 de marzo de 1971)
- Teatro de misterio 
  - Luz de gas (3 de agosto de 1970)
- Ávila mística de Santa Teresa (Cortometraje para televisión), (1967)
- Teatro de siempre 
  - Electra (20 de noviembre de 1966)
  - Peribáñez y el Comendador de Ocaña (26 de enero de 1967)
  - Casa de muñecas (5 de enero de 1968)
  - El rey se muere (29 de marzo de 1968)
  - Diálogos de carmelitas (16 de mayo de 1968)
  - La marquesa Rosalinda (3 de octubre de 1968)
  - Napoleón I (20 de abril de 1970)
- Novela 
  - La soltera rebelde (19 de julio de 1965)
  - Los papeles de Aspern (2 de enero de 1967)
- Gran teatro
  - Los melindres de Belisa (1960)